# Eduardo Berizzo
Manuel Eduardo Berizzo Magnolo (Cruz Alta, 13 de novembro de 1969) é um treinador e ex-futebolista argentino que atuava como zagueiro. Atualmente está sem clube.

## Carreira como jogador
Berizzo é um dos maiores ídolos do Newell's Old Boys, tendo ganho dois dos cinco títulos argentinos da equipe de Rosário, e do River Plate. Era o zagueiro esquerdo do elenco conhecido como La Máquina; ali, formou celebrada dupla defensiva com o paraguaio Celso Ayala. Anteriormente, ele havia jogado 94 vezes com a camisa do Atlas, de Guadalajara (México), marcando 10 gols.
No River, foi tricampeão argentino seguido (Apertura 1996, Clausura 1997 e Apertura 1997) e ganhou outro título Clausura em um regresso ao clube, por empréstimo do Olympique de Marseille, em 2000, tendo por sinal feito um dos gols na partida que garantiu o título. Nesta segunda passagem, chegou a atuar como volante e em outras posições defensivas, demonstrando grande polivalência. Pelos Millonarios, foram 124 partidas e cinco gols no total.
Teve, ainda, destacada passagem no futebol espanhol, atuando por quatro temporadas no Celta de Vigo, disputando 101 jogos e marcando quatro gols. Pendurou as chuteiras em 2006, no Cádiz.

### Seleção Nacional
Berizzo estreou pela Seleção Argentina em outubro de 1996, contra a Venezuela, em jogo válido pelas Eliminatórias Sul-Americanas da Copa do Mundo FIFA de 1998, mas o técnico Daniel Passarella não levou o zagueiro para a França.
Pela Albiceleste, o zagueiro disputou duas edições da Copa América, em 1997 (jogou apenas contra o Peru e foi expulso) e 1999 (não saiu do banco de reservas em nenhum jogo), esta última já com Marcelo Bielsa no comando. Seu último jogo pela Argentina foi em novembro de 2000, contra o Chile, pelas Eliminatórias Sul-Americanas da Copa do Mundo FIFA de 2002, a qual não chegou a ser convocado, em decorrência de uma lesão no tornozelo. Em seis anos de carreira internacional, Berizzo atuou em apenas 13 jogos.

## Carreira como treinador
Começou sua carreira de técnico em 2011, no Estudiantes, tendo ficado pouco tempo no comando. Assumiu o O'Higgins em janeiro de 2012 e ali permaneceu até maio de 2014. Em seguida tornou-se o técnico do Celta de Vigo. Com o ex-zagueiro no comando técnico, a equipe da Galiza alcançou as semifinais da Copa do Rei e da Liga Europa na temporada 2016–17. No entanto, Berizzo deixou o cargo após o encerramento da temporada.
Em maio de 2017 ele foi oficializado como novo treinador do Sevilla, substituindo o compatriota Jorge Sampaoli.
Um ano depois, em maio de 2018, foi contratado pelo Athletic Bilbao. Foi demitido no dia 4 de dezembro, após uma série de resultados negativos.
Em 18 de fevereiro de 2019 foi anunciado como técnico da Seleção Paraguaia, substituindo o colombiano Juan Carlos Osorio, que havia pedido demissão na semana anterior.

## Polêmicas
Depois que deixou o Olympique de Marseille, onde atuou entre 1999 e 2000, Berizzo deu uma suposta declaração sobre a homossexualidade na França:
"Um monte de homossexuais é o que tem no futebol francês. Há muitos jogadores homossexuais lá, sempre provocam você, tocam suas coxas, suas nádegas, para ver se você dá algum sinal. Me sinto enojado quando um homossexual divide a mesma ducha e sente desejo, e fica ate emocionado quando fica nu".— Berizzo, em artigo publicado no Daily Telegraph.
Numa entrevista ao jornal mexicano La Crónica de Hoy, no dia seguinte, o zagueiro negou ter feito a declaração.
"É uma vergonha. Isso é sério. Essa declaração não existe, não tenho problemas em ter um companheiro homossexual. As pessoas podem fazer o que quiser com sua vida privada".— Berizzo, em entrevista ao jornal La Crónica de Hoy, desmentindo a informação.

## Títulos

### Como jogador
River Plate
- Campeonato Argentino: 1997 (Apertura e Clausura) e 2000
- Supercopa Sul-Americana: 1997

Newell's Old Boys
- Campeonato Argentino: 1990–91 e 1992 (Clausura)

### Como treinador
O'Higgins
- Campeonato Chileno - Apertura: 2013